# Vaejovidae
Vaejovidae là một họ gồm các loài bọ cạp họ này có chứa 17 chi được tìm thấy ở Mexico và phía Nam của Hoa Kỳ

## Các chi
Họ này gồm các chi sau:
- Franckeus Soleglad & Fet, 2005
- Gertschius Graham & Soleglad, 2007
- Hoffmannius Soleglad & Fet, 2008
- Kochius Soleglad & Fet, 2008
- Kuarapu Francke & Ponce-Saavedra, 2010
- Paravaejovis Williams, 1980
- Paruroctonus Werner, 1934
- Pseudouroctonus Stahnke, 1974
- Serradigitus Stahnke, 1974
- Smeringurus Haradon, 1983
- Stahnkeus Soleglad & Fet, 2006
- Syntropis Kraepelin, 1900
- Thorellius Soleglad & Fet, 2008
- Uroctonites Williams & Savary, 1991
- Vejovoidus Stahnke, 1974
- Vaejovis C. L. Koch, 1836
- Wernerius Soleglad & Fet, 2008